# Cyphonia claviger
Cyphonia claviger är en insektsart som beskrevs av Fabricius. Cyphonia claviger ingår i släktet Cyphonia och familjen hornstritar. Inga underarter finns listade i Catalogue of Life.